# Légende du concile de Mâcon
Pour les articles homonymes, voir Concile de Mâcon.
Selon une légende, des évêques auraient débattu pour savoir si oui ou non les femmes avaient une âme, au VIe siècle lors du second concile de Mâcon.
Un tel débat n'a en fait jamais eu lieu, les femmes ayant été baptisées aussi bien que les hommes dès les origines de la chrétienté, voire martyres pour cette raison, comme Blandine de Lyon. Cette légende trouve son origine dans une controverse linguistique qui, suivant une restitution de Grégoire de Tours, a eu lieu lors de ce concile en 585.

## Propagation de la légende

### Origines
L'histoire semble prendre racine vers la fin du XVIe siècle, quand le luthérien Lucas Osiander (l'Ancien) présente ainsi un incident du deuxième concile de Mâcon (585), connu par l'Histoire des Francs de Grégoire de Tours : 

« De plus, on confondit lors de ce synode un évêque qui prétendait que la femme ne peut pas être appelée être humain (mulierem non posse dici hominem). Voilà bien une question sérieuse et digne d'être discutée dans un synode. Moi, j'aurais mis cet évêque à garder les porcs. Car si sa mère n'était pas un être humain, il était apparemment né d'une truie. »

Parallèlement, un anonyme (Valens Acidalius d'après certains) publie en 1595 Disputatio nova contra mulieres, qua probatur eas homines non esse, un pamphlet où il caricature les raisonnements à l'aide desquels les sociniens (il dit « anabaptistes ») contestent le dogme de la divinité de Jésus-Christ. Il veut montrer que le même genre de raisonnements permettrait de prouver la non-humanité des femmes. Il ne parle pas du concile de Mâcon, mais, fait à noter, il affirme que les « anabaptistes » dénient une âme aux femmes.
En réponse, un universitaire luthérien, Simon Gedik (Geddicus), publia un contre-pamphlet intitulé Defensio sexus muliebris (« Une défense du sexe féminin »), destiné à répondre point à point aux arguments de l'anonyme.
La Disputatio et sa réfutation furent souvent rééditées, avec de nouvelles gloses, et on en trouve une version imprimée en France à Lyon en 1647, sous le titre Sur le fait que les femmes n'ont point d'âme, et n'appartiennent pas à la race humaine, comme le prouvent maint passages des Saintes Écritures. Ce livre - et les débats qu'il inspirait - attira l'attention de l'Église catholique, et le Pape Innocent X l'inscrivit à l'Index par décret du 18 juin 1651.

### Développements
Un pasteur luthérien de la région de Francfort, Johann Leyser, publie en 1676 un ouvrage intitulé Le triomphe de la polygamie, où, renvoyant à Osiander, il reprend l'idée que les pères conciliaires de Mâcon auraient bel et bien mis en doute l'appartenance des femmes à l'humanité. Farouche misogyne, il voit là un argument en faveur de sa thèse et présente l'incident comme suit :

« Parmi les saints pères [du concile], il y en eut un qui défendit l'idée que les femmes ne pouvaient pas être appelées des êtres humains. L'affaire parut si importante qu'on la débattit publiquement en présence de Dieu, et ce ne fut qu'après de vives et nombreuses controverses que l'on conclut que les femmes étaient de l'espèce humaine. »

Il y a ainsi, en rapport avec la non-appartenance des femmes à l'humanité, un thème du concile de Mâcon, issu du passage d'Osiander, et un thème de la non-existence de l'âme des femmes, issu de la Disputatio nova.
En 1697, Pierre Bayle, le grand érudit calviniste français établi en Hollande, se fait complaisamment l'écho de ces publications dans son Dictionnaire historique et critique. Après avoir parlé de la Disputatio nova (Disputatio perjucunda dans certaines éditions), il ajoute en fin de note, en renvoyant à Leyser :

« Ce que je trouve de plus étrange est de voir que dans un Concile [de Mâcon] on ait gravement mis en question si les femmes étaient une créature humaine, et qu’on n’ait décidé l’affirmative qu’après un long examen. »

Au XVIIIe siècle, on voit paraître en 1744 à Amsterdam, Problèmes sur les femmes, par Meusnier de Querlon, qui est la traduction libre du Mulieres homines non esse de Valens Acidalius, qualifié de théologien allemand. En 1766, sous le titre Paradoxe sur les femmes où l'on voit qu'elles ne sont pas de l'espèce humaine, par Charles Clapiès, docteur en médecine, la même traduction est republiée avec celle du factum de Simon Gedik (sic) en réponse et des notes.

### Prospérité de la légende
Le poète Évariste Parny (1753-1814) écrivit :

« Cessez donc vos plaintes, Mesdames,

L'infaillible Église jadis

À vos corps si bien arrondis

Durement refusa des âmes ;

De ce Concile injurieux

Subsiste encor l'arrêt suprême ;

Qu'importe, vous charmez les yeux,

Les cœurs, les sens, et l'esprit même ;

Des âmes ne feraient pas mieux. »

Dès 1734, l'abbé Laurent-Josse Leclerc avait inséré dans une réédition  posthume du Dictionnaire de Bayle une note laissant entendre que l'incident de Mâcon n'avait été qu'une discussion grammaticale. Cela n'empêchera pas rééditions et réfutations de la légende de se succéder.
Sade, dans Justine ou les malheurs de la vertu, se fait l'écho de cette légende, par l'intermédiaire du personnage du comte de Guermande, dans un discours censé justifier la domination qu'il exerce sur sa femme par une prétendue inégalité des sexes:

« [...] un être malsain les trois quarts de sa vie, hors d'état de satisfaire son époux tout le temps où la nature le contraint à l'enfantement, d'une humeur aigre, acariâtre, impérieuse; tyran, si on lui laisse des droits, bas et rampant si le captive; mais toujours faux, toujours méchant, toujours dangereux; une créature si perverse enfin, qu'il fut très sérieusement agité dans le concile de Mâcon, pendant plusieurs séances, si cet individu bizarre, aussi distinct de l'homme que l'est de l'homme le singe des bois, pouvait prétendre au titre de créature humaine, et si l'on pouvait raisonnablement le lui accorder. »

Louis Julien Larcher la raconte comme suit dans son livre La femme jugée par l'homme, en 1858 :

« En 585, dans un concile tenu à Mâcon, un évêque mit en doute que la femme appartînt à l'espèce humaine. Quant à lui, il pensait que dans tous les cas, si elle en faisait partie, elle était au moins d'une nature fort inférieure à l'homme. Plusieurs séances furent employées pour discuter sur ce point. Les avis étaient partagés. Cependant, à la fin, les partisans du beau sexe l'emportèrent, et par galanterie sans doute, messieurs les évêques voulurent bien décider que la compagne de l'homme faisait partie du genre humain. »

Dans « Les Enterrements civils » Victor Hugo écrit au sujet d'un certain type de prêtre :

« Est-ce que ce vivant à regret, que la chair
Indigne, et qui jadis nia l'âme des femmes... »

Au XXe siècle, le prétendu débat sur l'existence de l'âme des femmes est encore tenu pour vérité historique par Claude Simon en 1957 dans Le Vent, par Benoîte Groult en 1975 dans Ainsi soit-elle, par Hervé Bazin dans son Ce que je crois en 1977, par Pierre Darmon en 1983 (il sait que les évêques présents au concile ont voté sur la question) et même par le médiéviste Jacques Le Goff. Pour Michel Rocard, en 1989, « Les docteurs de l’Église en France […] se sont interrogés pendant des siècles sur le point de savoir si les femmes avaient une âme » . En 2005, Michel Onfray fait discuter par les pères conciliaires de Mâcon « le livre d'Alcidalus Valeus » pourtant paru mille ans après ce concile. En 2009, Pascal Picq et Philippe Brenot vont encore plus loin en écrivant d'abord : « À l'instar du concile de Mâcon qui niait l'existence d'une âme aux femmes... » puis en ajoutant un peu plus loin : « elle était bien inférieure à l'homme puisque n'ayant pas d'âme, selon la conclusion du Concile de Mâcon ».
En revanche, dans l'Histoire des femmes en Occident, Jacques Dalarun écrit : « Seul l'emploi abusif d'une allusion de Grégoire de Tours († v. 594) au concile de Mâcon de 585 a pu laisser croire que les clercs discutèrent sérieusement de savoir si la femme avait une âme ».

## Concile de Mâcon

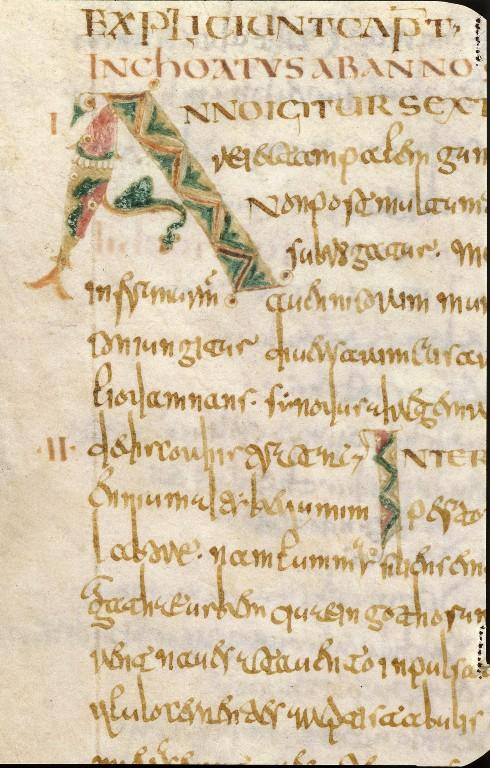
Une page de lHistoire des Francs de Grégoire de Tours

La légende a pour origine probable une question linguistique qui aurait été évoquée lors du second concile de Mâcon en 585, au cours duquel un évêque s'est demandé si homo (en latin), désignait l'être humain en général - femmes comprises - et non exclusivement le sexe masculin,.
Cette discussion nous a été transmise par Grégoire de Tours dans son Histoire des Francs :
« Pendant ce synode un des évêques se leva pour dire qu’une femme ne pouvait être dénommée homme ; mais toutefois il se calma, les évêques lui ayant expliqué que le livre sacré de l’Ancien Testament enseigne qu’au commencement, lorsque Dieu créa l’homme, “il créa un mâle et une femme et il leur donna le nom d’Adam”, ce qui signifie homme fait de terre, désignant ainsi la femme aussi bien que le mâle : il qualifia donc l’un et l’autre du nom d’homme. D’ailleurs le Seigneur Jésus-Christ est appelé fils de l’homme parce qu’il est le fils d’une vierge, c’est-à-dire d’une femme, et lorsqu’il s’apprêta à changer l’eau en vin, il lui dit : “Qu’y a-t-il entre moi et vous, femme ?”, etc. Cette question, ayant été réglée par beaucoup d’autres témoignages encore, fut laissée de côté. »
La question posée était d'ordre linguistique et non philosophique. La citation de la Vulgate est en effet :
« Et creavit Deus hominem ad imaginem suam, ad imaginem Dei creavit illum, masculum et feminam creavit eos. » (Gn 1. 27) (littéralement : Et Dieu créa l'humain à son image, à l'image de Dieu il le créa, mâle et femelle il les créa).

### Ouvrages anciens
- Poullin de La Barre, De l'Égalité des deux sexes (1673), 1691
- Abbé Joseph Dinouart, Le Triomphe du sexe, ouvrage dans lequel on démontre que les femmes sont en tout égales aux hommes, Paris, 1769
- Jean-Pierre Moet, La Femme comme on n'en connaît point, ou Primauté de la femme sur l'homme, Londres, 1785
- Henry de Riancey, « Sur le prétendu concile qui aurait décidé que les femmes n'ont pas d'âme », in Annales de philosophie chrétienne, vol. 43, éd. Roger et Chernoviz, 1851, pp. 64-70, article en ligne
- Louis-Julien Larcher, La femme jugée par l'homme, 1858, ouvrage en ligne

### Ouvrages contemporains
- Régine Pernoud, Pour en finir avec le Moyen Âge, éd. Seuil, 1979
- (en) Manfred P. Fleischer « Are Women Human ? - The Debate of 1595 between Valens Acidalius and Simon Gediccus », in Sixteenth Century Journal, vol. 12, n°2, 1981, pp. 107-120, début de l'article en ligne.
- Émilien Lamirande, o.m.i., « De l'âme des femmes. Autour d'un faux anniversaire in La femme dans la tradition chrétienne », in Science et Esprit Montréal, 1985, vol. 37, no3, pp. 335-352, présentation en ligne,
- (en) Michael Nolan, The Myth of Soulless Women, in First Things 72, avril 1997, pp. 13-14, article en ligne
- Marcel Bernos, Femmes et gens d’Église dans la France classique (xviie-xviiie siècles), Paris, Les Éditions du Cerf, 2003, chap. I, « Pour en finir avec le Concile de Mâcon ».
- Pierre Darmon, Femme, repaire de tous les vices. Misogynes et féministes en France (XVIe-XIXe), éd. André Versaille, 2012, p. 27 et ss.
- Bertrand Lançon et Adeline Gargam, « La querelle sur l'âme des femmes aux XVIIe et XVIIIe siècles. Sources et retombées historiographiques d'une mystification (VIe – XXIe siècles) », Revue d'Histoire Ecclésiastique, UCL, vol. 3-4, no 108,‎ 2013, p. 626-658